# John Adams Birthplace
John Adams Birthplace ist ein Bauwerk historischer Bedeutung im Adams National Historical Park in Quincy, Massachusetts.

## Architektur
Das Haus ist im Saltbox-Stil erbaut und hat daher ein einhüftiges, ungleichseitiges Satteldach. Dadurch hat John Adams Birthplace vorne zwei, hinten aber nur eine Etage. Das Dach des Gebäudes in Ständerbauweise ist mit Schindeln gedeckt.

## Geschichte
Ein unter einer Bodenschwelle im südwestlichen Teil des Hauses gefundener und mit Datum versehener Ziegelstein verweist auf das Jahr 1681 als Baubeginn. Der östliche Teil von John Adams Birthplace ist womöglich auf dem Fundament eines um ca. 1650 errichteten Vorgängerbaus aufgesetzt worden. Zu dieser Zeit befand sich das Land im Besitz eines William Needham. 1720 wurde das Haus von John Adams senior, dem späteren Präsidentenvater, samt sieben Acres dazugehörigen Grundstücks gekauft.
In diesem Haus wurde im Jahr 1735 der spätere US-Präsident John Adams geboren. Dieser lebte hier bis zu seiner Heirat im Jahr 1764. Bis 1940 befand sich John Adams Birthplace in Familienbesitz, danach wurde es der Stadt Quincy übereignet. Von 1896 bis 1950 nutzte ein Ortsverband der Töchter der Amerikanischen Revolution das Haus als Hauptquartier.
Seit dem 19. Dezember 1960 ist John Adams Birthplace eine National Historic Landmark. Am 15. Oktober 1966 wurde das Haus als Baudenkmal in das National Register of Historic Places aufgenommen. Von der originalen Bausubstanz ist noch ein Großteil erhalten. Heute dient John Adams Birthplace der Quincy Historical Society als ein Museum.